# Epiktet
Epiktet (født ca. 55, død ca. 135) var en romersk stoisk filosof. Ved siden af Seneca, Musonius Rufus og Marcus Aurelius var han den vigtigste skikkelse i den yngre stoicisme.

## Liv
Epiktet stammede fra Lilleasien og kom til Rom som slave. Han tilbragte sin ungdom som slave for Epaphroditus, en velhavende sekretær for kejser Nero. Han fik tidligt en lidenskab for filosofi, og med tilladelse fra sin herre studerede han stoicisme under Musonius Rufus. Han var fysisk handicappet og måtte bevæge sig ved hjælp af en krykke, og han levede yderst beskedent.
Epiktet blev frigivet kort tid efter Neros død i 68. Derefter virkede han som filosofilærer i Rom. Da Kejser Domitian (som regerede 81-96) udviste alle filosoffer fra Rom og Italien, tog han til Nikopolis i det nordvestlige Grækenland, hvor han grundlagde en filosofiskole.
Mange fremtrædende skikkelser opsøgte ham for at tale med ham. Kejser Hadrian var hans ven og har måske hørt ham tale ved skolen i Nikopolis.

## Filosofi
Epiktets filosofi var i overensstemmelse med den oprindelige stoicisme, men med hovedvægten på etik og praksis. Han fremhævede, at filosofi er en måde at leve på, ikke blot en teori.
For Epiktet er alle ydre begivenheder determinerede. Man skal acceptere alt hvad der sker, roligt og uden lidenskaber. Man er ikke ansvarlig for, hvad der sker udefra, men man er ansvarlig for, hvordan man reagerer på det, der kommer udefra; man er ansvarlig for sine egne handlinger. Man bør undersøge og kontrollere sine handlinger gennem en streng selvdisciplin.
Han skelner således mellem de ting, der er i vores magt, og de ting, der ikke er i vores magt: ”Nogle ting har vi magt over, andre ikke. Ting, som vi har magt over, er: mening, stræben, begær, modvilje, kort sagt, hvad der er vores egne handlinger. Ting, som vi ikke har magt over, er: legeme, ejendom, omdømme, befalinger, kort sagt, hvad der ikke er vores egne handlinger.” (Arrian: Enchiridion 8) Kun med hensyn til de første ting har mennesket frihed, og kun de første ting kan i egentlig forstand siges at være "gode" eller "onde".
Mennesket skal ikke reagere følelsesmæssigt på ting, som det alligevel ikke kan gøre noget ved. Det skal ikke lade sig bringe ud af ligevægt over, at tingene undertiden ikke går, som det ønsker. ”Det er ikke tingene, der bringer menneskene ud af ligevægt, men menneskenes meninger om tingene.” (Enchiridion, 5) ”Når en eller anden irriterer dig, så vid, at det er din antagelse, der har irriteret dig.” (Enchiridion, 20)
Det enkelte menneske er forbundet med resten af verden, og verden er dannet med en universel harmoni. Den vise vil derfor ikke kun følge sin egen vilje, men vil også underlægge sig ordenen i verden. (Læresamtaler, I.12.16–17) Vi skal gennem livet opfylde vores pligter som børn, søskende, forældre og borgere, siger han. (Læresamtaler, III.2.4)
Vi bør derfor være forberedt på at gennemgå de største vanskeligheder for andre. (Læresamtaler, III.20.4–14) Vi har alle en bestemt rolle, som vi skal spille, og vi har gjort nok, når vi har gjort, hvad vores natur tillader os. (Læresamtaler, I.2.33–37; Enchiridion, 24) Når vi bruger vores kræfter, bliver vi klar over, hvilken rolle vi skal udfylde. ”Husk på, at du er en skuespiller i et drama, der er bestemt af forfatteren. Vil han have det kort, bliver det kort. Vil han have det langt, bliver det langt. Hvis han vil, at du skal spille en tigger, så må du spille også ham godt; og ligeså en krøbling, en hersker eller en almindelig borger. For det er din opgave: at spille den rolle godt, som du har fået. At vælge den er en andens sag.” (Epiktet (Arrian: Enchiridion 17))
Den vise vil aldrig finde livet utåleligt og vil ikke beklage sig over noget: ”Kræv ikke, at begivenhederne skal forløbe, som du ønsker det, men ønsk, at de forløber, som de gør – så får du ro i sindet” (Epiktet (Arrian: Enchiridion 8)) Han vil tilgive dem, der farer vild, og behandle dem med medfølelse. For de handler af uvidenhed - som om de var blinde. (Læresamtaler, I.18.6–8; I.28.9–10)

## Epiktet og kristendommen
Mange har bemærket ligheder mellem Epiktet og Det Nye Testamente, men der er ikke konstateret nogen gensidig påvirkning. Skønt der var en kristen menighed i Nikopolis, kendte Epiktet tilsyneladende ikke meget til kristendommen. Epiktet havde dog en vis indflydelse på kristendommens senere udvikling.

## Indflydelse
Epiktet har blandt andet påvirket Immanuel Kants moralfilosofi.
I moderne tid har psykologen Albert Ellis henvist til Epiktet som grundlaget for sin rationelle psykoterapi. Den amerikanske krigsfange James Stockdale gjorde Epiktet berømt i det amerikanske militær, da han udholdt syv års krigsfangensskab i Vietnam ved hjælp af Epiktets filosofi. I Danmark har Epikets tanker fået en stigende udbredelse i det 21. århundrede. Den tyske filosofi Arthur Schopenhauer er også inspireret af Epiktet og henviser til ham flere gange i sit hovedværk Verden som vilje og forestilling og i værket Parerga & Paralipomena.

### Epiktets værker på dansk
- Enchiridion (1661). Oversat af Birgitte Thott.
- Dissertationum Epictetearum sive ab Arriano sive ab aliis digestarum fragmenta (1779). Oversat af O. Tønsberg.
- Epictets Haandbog forhen udgiven på græsk (1785).  L. Sahl.  Kjøbenhavn
- Epiktetos Haandbog (1918). Oversat af J.A. Bundgaard. Høst og Søn Kjøbenhavn.
- Epiktets Haandbog (1942). Oversat af J.A. Bundgaard. Høst og Søn København.
- Epiktets håndbog (1999). Oversat af J.A. Bundgaard. Filosofibiblioteket. Hans Reitzels Forlag. ISBN 87-412-3036-1
- Epiktets livsvisdom (2003). Oversat af Andreas Simonsen. Fiskers Forlag. ISBN 87-91078-23-7
- Stoiske leveregler. En håndbog fra antikken (2022). Oversat af Adam Schwartz og David Bloch. People's. ISBN 978-87-7238-550-1

### Epiktets værker på engelsk
- The Discourses, trans. W. A. Oldfather. 2 vols. (Loeb Classical Library edition.) Cambridge, MA: Harvard University Press, 1925 & 1928. ISBN 0-674-99145-1 and ISBN 0-674-99240-7.
- Discourses and Selected Writings, Robert Dobbin (trans.), Oxford: Penguin Classics, 2008 ISBN 978-0-14-044946-4.
- Epictetus Discourses: Book 1, Robert Dobbin (trans.), (Clarendon Later Ancient Philosophers), Oxford: Clarendon Press, 1998 ISBN 0-19-823664-6.
- The Discourses (The Handbook, Fragments), Christopher Gill (trans.) Everyman Edition, 2003 ISBN 0-460-87312-1.
- The Handbook, Nicholas P. White (trans.), Indianapolis: Hackett, 1983 ISBN 0-915145-69-3.
- Enchiridion, George Long (trans.), New York: A. L. Burt, 1955 (reprint: New York: Dover, 2004) ISBN 0-87975-703-5.